# HAL Prachand
HAL Prachand (LCH — Легкий Ударний Вертоліт) — багатоцільовий ударний вертоліт який розробляє у Індії компанія Hindustan Aeronautics Limited (HAL) для ВПС Індії та індійської армії.

## Розробка

### Походження
Бої під час Каргільського конфлікту виявив потребу в ударних вертольотах створених для цих операцій. У 2006 HAL повідомили про плани розробку та будування LCH; фінансування на конструювання і розробку LCH для індійських сухопутних військ та ВПС було санкціоновано пізніше того ж року.
LCH є наступником вертольоту HAL Dhruv, який було введено до складу збройних сил Індії. Базування на проекті існуючого вертольоту дозволить зменшити вартість проекту LCH, який оцінюється у ₹376 crore (US$55.9 million). ВПС Індії замовили 65 LCH, сухопутні війська - 114 LCH.

### Випробування
Перший прототип LCH закінчив перші наземні тестування 4 лютого 2010. HAL отримав замовлення на поставку 65 LCH для ВПС та 114 для СВ.  HAL здійснив перший випробувальний політ LCH 29 березня 2010. Перша LCH демонстраційна модель (TD-1) провела у повітрі 20 хвилин у повітрі у вертолітному комплексі HAL, у Бенгалурі. Випробування проводили тестування на невеликій швидкості, на невеликій висоті для тестування бортових систем. Екіпаж доповідав, що продуктивність вертольота і систем є задовільною.

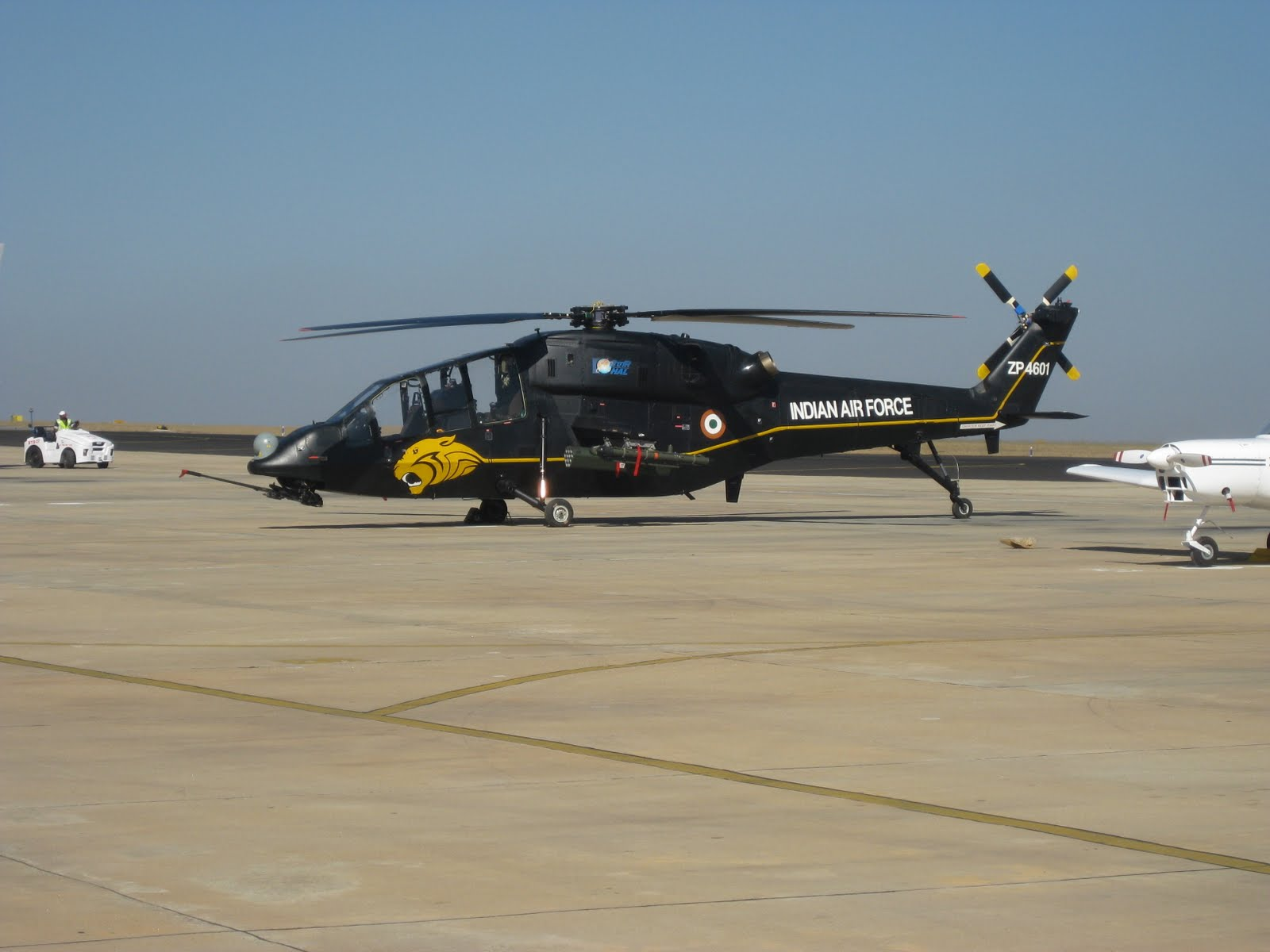
HAL LCH TD-1

Третій тестовий політ LCH було успішно зроблено 23 травня 2010; він відповідав усім потрібним параметрам, що дозволило перейти до тестувань озброєнь . Другий прототип, оснащений озброєнням, був представлений на шоу Аеро Індія 2011 у лютому 2011. Другий прототип LCH (TD-2) мав меншу вагу ніж перший прототип TD-1. Ашок Наяк, голова HAL, заявив, що проект перевищив вимоги на людей та навантаження замовлені ВПС для розробки. Легкий Ударний Вертоліт TD-2 вперше піднявся у повітря 28 червня 2011.
1 липня 2012  LCH розпочав серію випробувань поблизу Ченнаї; серед інших тестувань, випробували систему вимірювання повітряної швидкості і різних компонентів на навантаження. Третій прототип LCH готовий для тестувань і повинен відрізнятися від LCH-1 та LCH-2. Повідомлялося, що третій прототип буде легший за своїх попередників.

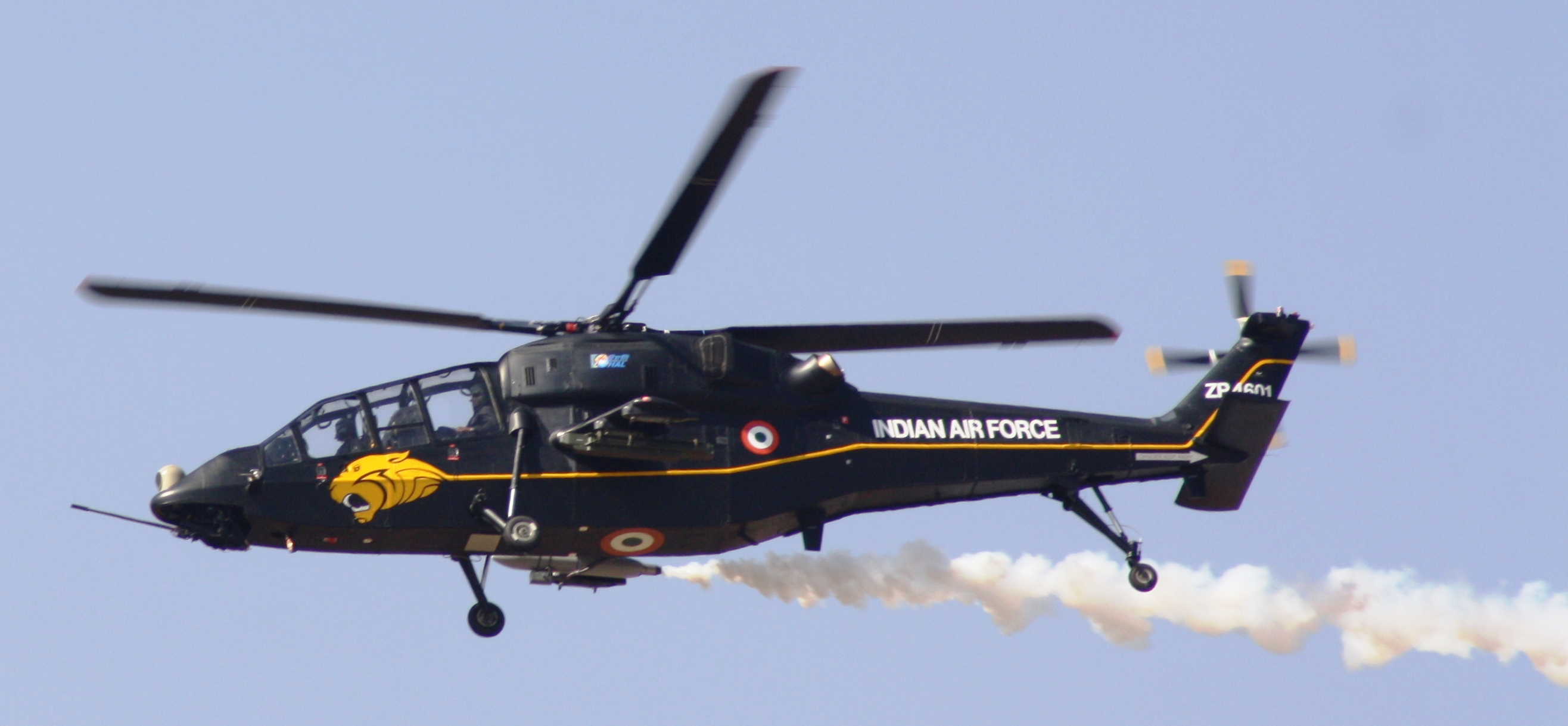
LCH TD2

LCH другий прототип, TD-2 закінчив тестування над рівнем моря наприкінці червня на початку липня 2012. У тестуваннях випробували продуктивність вертольоту, вимірювання навантаження і якість керування.
Очікувалося, що LCH буде готовий до Initial Operational Clearance (IOC) у грудні 2010 з Final Operational Clearance (FOC) у 2011. Проте, було переглянуто часові рамки і LCH повинен бути готовий до прийняття на озброєння ВПС у 2012–2013.
Третій прототип LCH, TD-3 зробив перший політ 12 листопада 2014.  Вертоліт пілотували командир крила Унні Піллаї та другий пілот капітан SHK Наір. Вони піднялися у повітря о 15.20 і провів у повітрі 20 хвилин.
TD3 та TD4 широко використовували для тестування бойових датчиків, збройних систем і вогневих випробувань. Пілотували вертольоти Унні Піллаї та SP Джон. ₹ 126 crore (US$20.2 млн) направлено на розвиток TD-4 і структурної побудови платформи
Випробування при холодній погоді LCH було направлено на авіабазу Лех на початку 2015. Двигун вдалося запустити при температурі -18 °C на висоті 4,1 км. Також було проведено польоти на великій висоті і керування вертольотом на низькій швидкості. Тестувався запуск двигуна від зовнішньої батареї після перебування на висоті 3 км та 4,1 км після холодної ночі.
У червні 2015 LCH успішно закінчив льотні випробування у жаркій погоді у Джодхпурі при температурі від 39 до 42 °C. Польотні випробування охопили 'температурні дослідження відсіку двигуна і гідравлічної системи', 'оцінка продуктивності', 'льотні якості і навантаження' та інших 'усієї ваги', 'керування на низькій швидкості' та 'встановлення діаграми швидкість-висота'.
У вересні 2015 було проведено успішні висотні випробування  LCH. Третій прототип (TD-3) було переведено до авіабази Лех для тестувань. Було протестовано продуктивність зависання, можливість керування на низькій швидкості на екстремальних висотах та при екстремальних температурах. Вертоліт став першим ударним вертольотом який приземлився у Сіачені. Вертоліт приземлився на вертодромі на висотах від 13,600 до 15,800 футів. Вогневі випробування мають відбутися протягом 2016.
LCH закінчив тестування продуктивності для сертифікації основної конфігурації, тому було направлено лист на HAL від CEMILAC у присутності міністра оборони 16 жовтня 2015.
LCH TD4 здійснив свій перший політ 1 грудня 2015.
LCH закінчив основні польотні тести на продуктивність, випробування на віддалених авіабазах, крім того прототип TD-3 провів стрільби НАР 70 мм. LCH сертифіковані вогневі випробування з використанням бойових датчиків, таких як електронно-оптичні систему, система цілевказування на шоломі та збройні системи — ракети повітря-повітря, турельні гармати та НАРи — планувалися на липень та серпень 2016.
Індія веде переговори з африканськими країнами про можливий експорт Легких Ударних Вертольотів. Міністерство оборони ІндіїІ поставило за мету дохід у $2 млрд за наступні два роки.

## Конструкція

### Огляд
LCH було розроблено для виконання протипіхотної та протитанкової ролі і здатний працювати на великій висоті. Максимальна вага - 5,5 тонн, а практична стеля складає 6,500 метрів. LCH має вузький фюзеляж зі стелс профілем, бронюванням і оснащений обладнанням для ведення бою вдень і вночі. За наявними даними LCH оснащено системою цифрового камуфляжу. LCH має двомісну кабіну.
Прасад Сампат, генеральний директор HAL Центру Rotary Wing Research & Design, повідомив пресі на Аеро Індія 2011, що LCH "ймовірно, сама гнучка конструкція в світі через свій гвинт". HAL повідомили, що LCH є машиною класу 5,5 тонн, як і Dhruv, має два турбовальні двигуни HAL/Turbomeca Shakti і успадкував багато технічних можливостей від Провідного Легкого Вертольота. Унікальними особливостями LCH є гладкий і вузький фюзеляж, триопорне ударостійке шасі, ударостійкі паливні баки з самозатягуванням, бронезахист, ядерний захист і низька видимість роблять LCH смертельним, рухливим і живучим.
У 2006 HAL обрали гармату M621 у співпраці з Nexter THL 20 для озброєння вертольоту, яка керується за допомогою прицілу який змонтовано на шоломі.

### Кабіна і бортове обладнання
LCH має скляну кабіну з багатофункціональними дисплеями, з системою пошуку та позначення цілей з ІЧ датчиками, лазерним далекоміром і лазерним цілевказівником. Зброя наводиться за допомогою прицілу який змонтовано на шоломі, а також буде обладнання для радіоелектронної боротьби з приймачем попередження радарного опромінення, приймачем лазерного опромінення і системою про попередження ракетної атаки.  Два пілоти у LCH розміщені один за одним, на відміну від вертольота Dhruv де два пілоти сиділи поряд.
Сучасна електроніка і датчики LCH, були розроблені у співпраці з Ізраїлем, яка складається з CCD Камери, ІЧ датчика який спрямований вперед і лазерний далекомір для визначення цілей за будь-якої погоди, в тому числі і в ночі.
Вертоліт повинен бути оснащений лінією передачі даних для мережево-центричної війни для передачі даних на інші повітряні платформи і наземні станції які є у мережі.

### Ролі
LCH можна використовувати у протиповітряній боротьбі проти повільних повітряних цілей (наприклад, БПЛА), у Операціях проти наземних сил (CSFO), у знищенні ворожих засобів ППО, ескортування під час спеціальних операцій (SHBO), у антипартизанських операціях (COIN), у бойових діях у міських умовах, підтримка рятувально-пошукових операцій (ПРО), у протитанкових операціях і для розвідки.
Він також спроможний вести вогонь на великій висоті через його робочу висоту у 6 000—6 500 метрів (19 700—21 300 фут).

## Історія використання

### Потенційні імпортери
Індія веде перемовини з африканськими країнами про можливі продажі[джерело?].

## Оператори
Індія
- Повітряні сили Індії (замовлено 65)[35]
- Сухопутні війська Індії (замовлено 114)[35]

## Льотно-технічні характеристики
Джерело: Globalsecurity
Основні характеристики
- Екіпаж: 2
- Довжина: 15,8 м
- Висота: 4,7 м
- Діаметр несучого гвинта: 13,3 м

- Площа обертання несучого гвинта: 136,85 м²
- Максимальна злітна маса: 5800 кг
- Силова установка: 2 × турбовальний HAL/Turbomeca Shakti  1430 к.с.[37] ( 1067 кВт)

Льотні характеристики
- Максимально допустима швидкість: 330 км/год
- Практична дальність: 700 км

Озброєння
- Стрілецько-гарматне: 1 × 20 мм M621 у турелі Nexter THL-20
- Точки підвіски: 4 (дві під кожним крилом)
- Керовані ракети: 4 × двотрубні ракети повітря-повітря Mistral,  2 × чотиритрубні ПТКР Helina, LAHAT
- Некеровані ракети: 4 × 70/80 мм НАР[34]
- Бомби: 4 × 250 кг бомби в тому числі некеровані бомби, касетні бомби та гранатомети